# Kailasanatha-Tempel

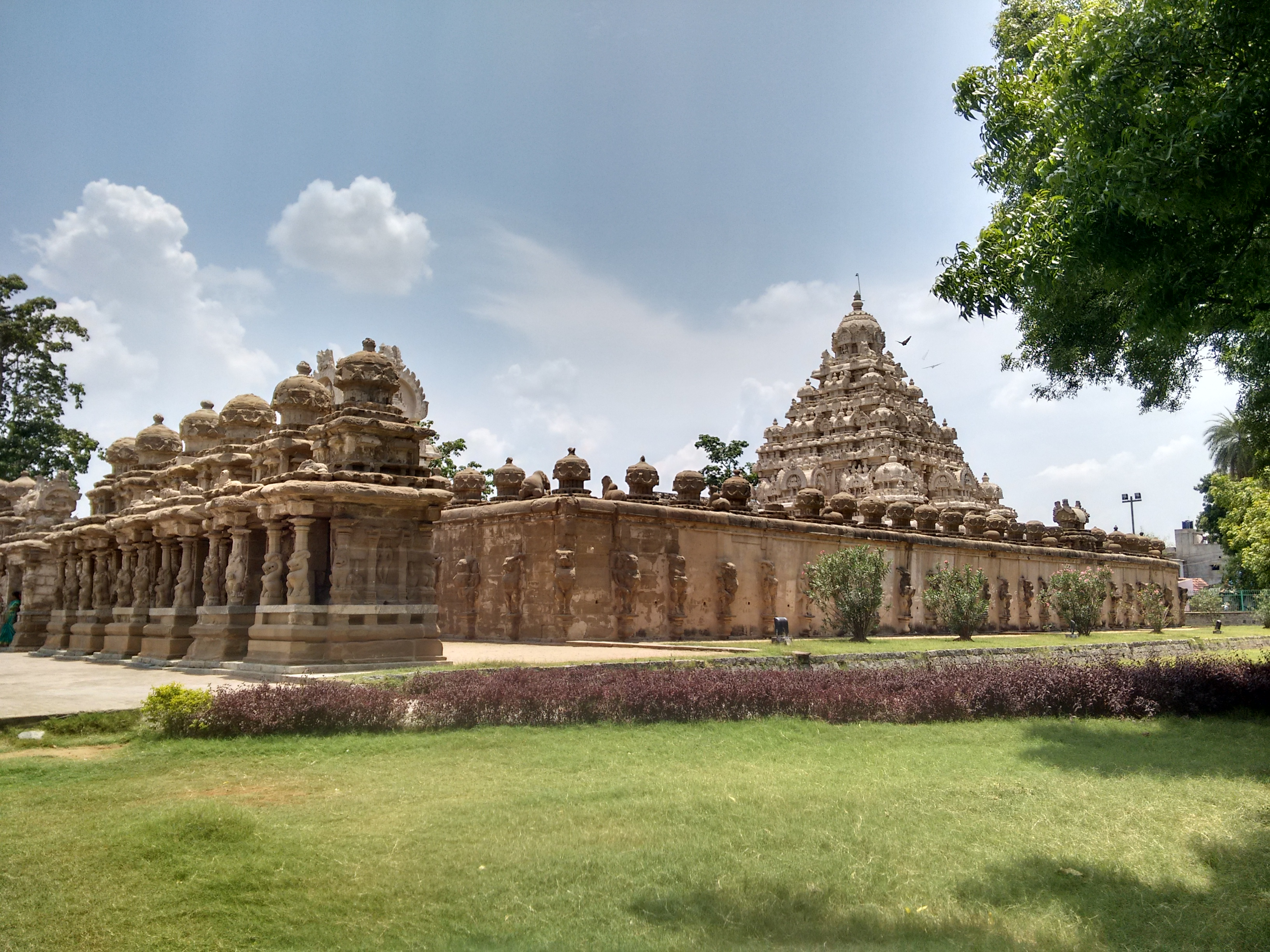
Kailasanatha-Tempelbezirk

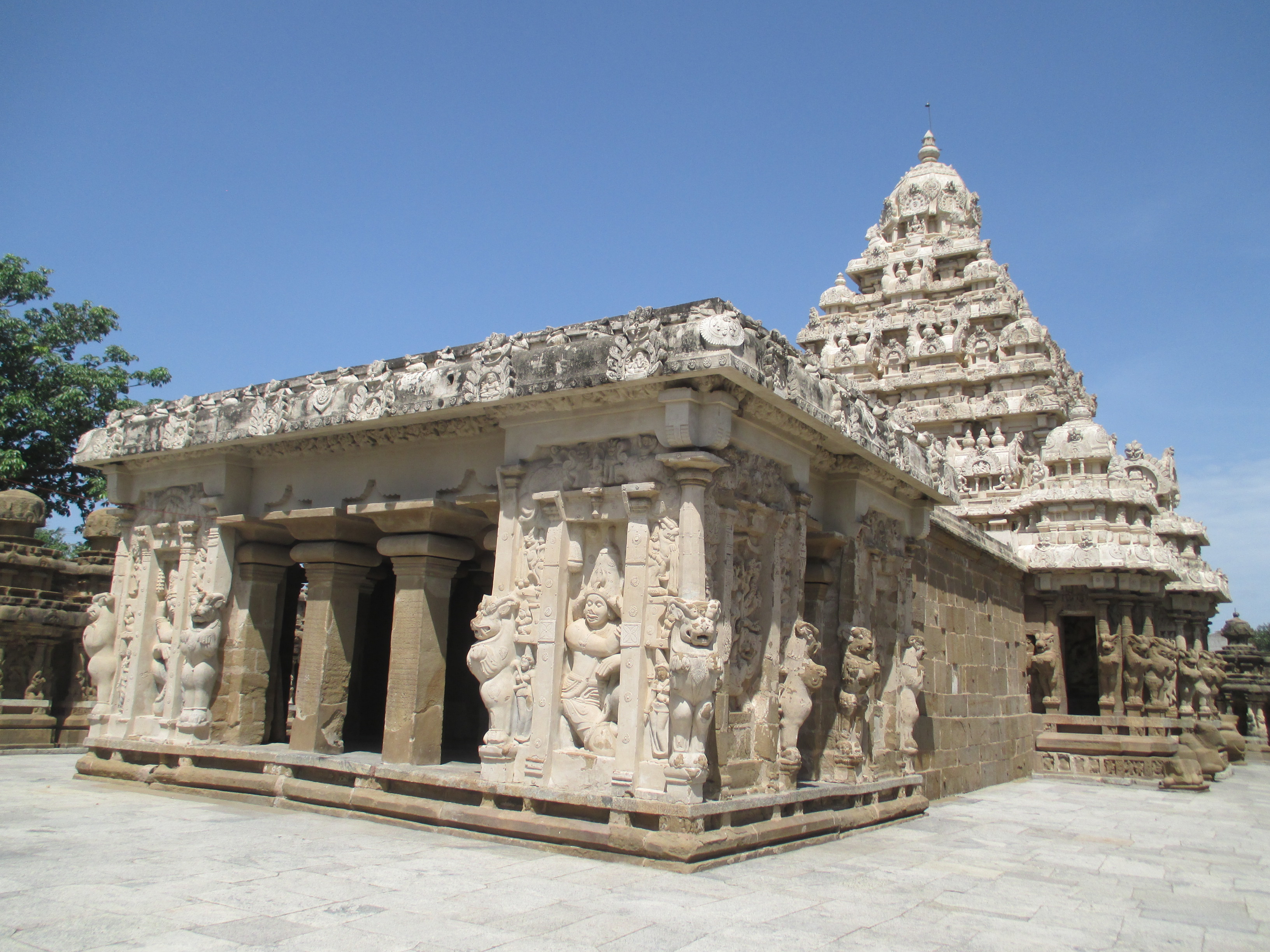
Kailasanatha-Tempel

Der Kailasanatha-Tempel (oder Kanchi-Kailasanathar-Tempel; Tamil காஞ்சிபுரம் கைலாசநாதர் கோயில் Kāñcipuram kailācanātar kōyil) in der südindischen Tempelstadt Kanchipuram im Bundesstaat Tamil Nadu ist – neben dem Küstentempel von Mamallapuram – einer der ältesten (erhaltenen) freistehenden Hindu-Tempel Südindiens. Der Name bedeutet „Herr des Kailash“ und ist ein Beiname des Hindu-Gottes Shiva.

## Lage
Der Kailasanatha-Tempel befindet sich ca. 1,5 km nordwestlich des Stadtzentrums von Kanchipuram in einer Höhe von 87 m ü. d. M.

## Geschichte
Aufgrund von erhaltenen Inschriften gilt der Pallava-König Narasimha Varman II. (auch Rajasimha genannt; reg. 685–705) als Auftraggeber des gewaltigen Bauvorhabens. Wahrscheinlich wurde der Tempel erst unter seinem Sohn und Nachfolger Paramesvara Varman II. (reg. 705–710) vollendet. Unklar ist auch, ob und in welchem Ausmaß die in Thanjavur bzw. in Hampi residierenden Herrscher des nachfolgenden Chola- (ca. 850–1200) und des Vijayanagar-Reichs (ca. 1350–1565) bauliche Veränderungen vorgenommen haben. Belegt ist jedenfalls ein Besuch des Chola-Herrschers Rajaraja I. (reg. 985–1014), der den Bau zum Vorbild für den Brihadishvara-Tempel in Thanjavur nahm. Der Tempel dient heutzutage keinen kultischen Zwecken mehr, sondern steht unter der Aufsicht des Archaeological Survey of India.

## Architektur
Ursprünglich bestand der Tempel bzw. Tempelbezirk aus drei größeren Bauteilen – einer alles umschließenden Außenmauer mit einem Torbau (gopuram) und zahlreichen kleinen Schreinen, einer separat stehenden flachgedeckten Vorhalle (mandapa) und einer turmbekrönten Cella (garbhagriha) auf quadratischem Grundriss. Zu einer bislang unbestimmten Zeit wurde die Vorhalle mit der Cella über ein schmuckloses Zwischenstück verbunden.

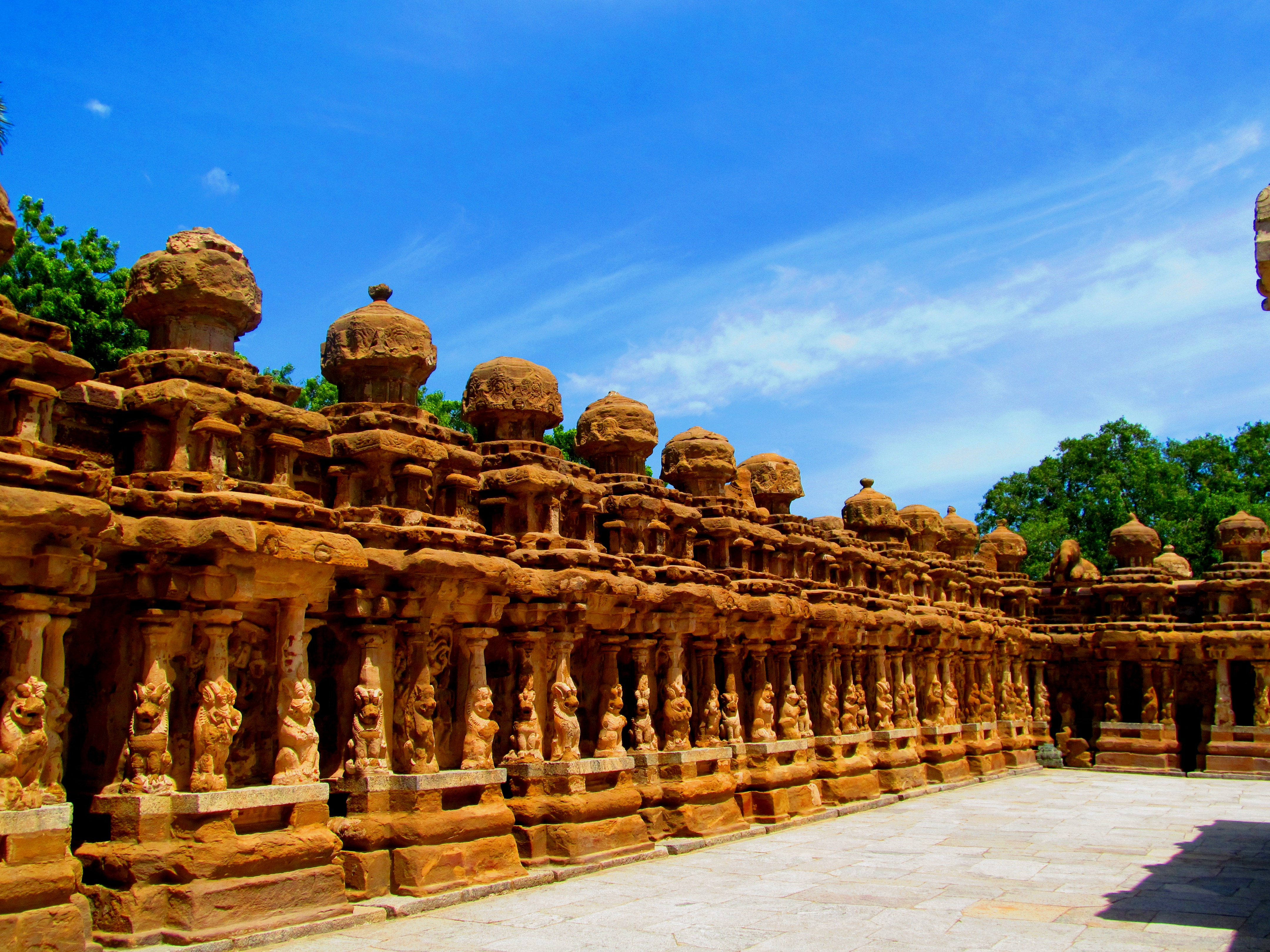
Schreine an der Umfassungsmauer

### Tempelbezirk
Der gegenüber dem umgebenden Bodenniveau nur leicht erhöhte ca. 60 m lange und ca. 28 m breite Tempelbezirk ist von einer mit sich aufbäumenden hörnertragenden Löwenmonstern (yalis) versehenen Außenmauer umgeben, deren vorgelagerte Schaufassade deutlich repräsentativer gestaltet ist als der übrige Teil. Längs der gesamten Innenwand befinden sich insgesamt 64 Schreine mit Szenen der shivaitischen und vishnuitischen Mythologie; auch diese werden von zahlreichen Löwenmonstern gerahmt. Säulen und Figuren waren ursprünglich mit einer Stuckschicht überzogen und farbig bemalt. Jeder Schrein schließt nach oben ab mit einem gebäudeähnlichen Aufsatz mit kleiner „Schirmkuppel“. Hinter dem vorgezogenen Eingangsportal befindet sich ein quergelagerter Torbau (gopuram) mit einem über Treppen passierbaren Durchgang.

### Vorhalle (mandapa)

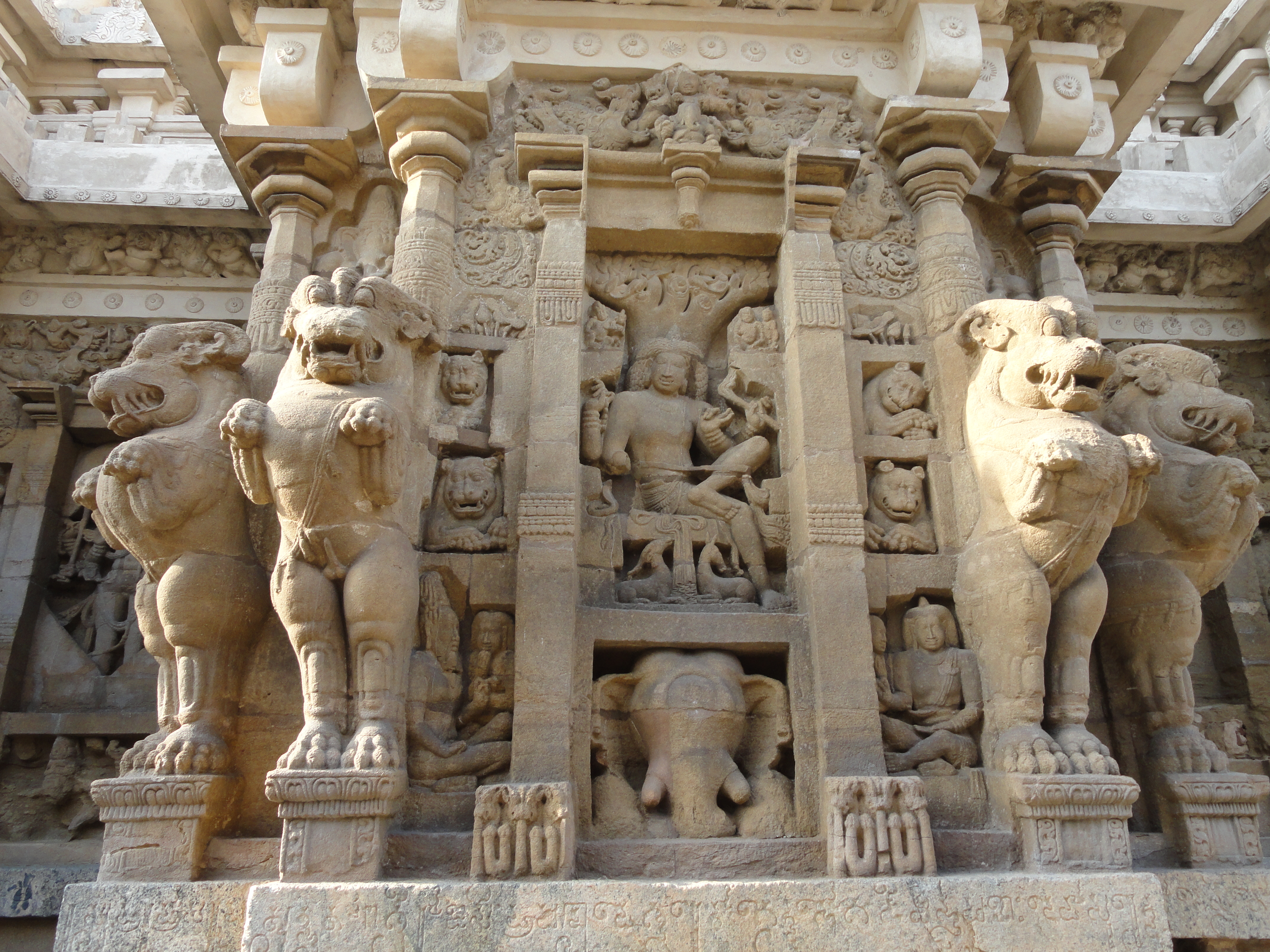
Shiva und Löwenmonster (yalis)

Das Portal der Vorhalle des Tempels ist durch zwei schmucklose, aber mit Inschriften versehene Pfeiler dreigeteilt. Zu beiden Seiten befinden sich kniende Wächterfiguren (dvarapalas), die von aufsteigenden Löwenmonstern gerahmt werden. Das Traufgesims des vorderen Teils der Vorhalle ist mit Scheinfenstern (kudus) etc. reich dekoriert; der später ergänzte rückwärtige Teil ist dagegen im Äußern völlig schmucklos gehalten.

### Tempelturm (vimana)
Drei Außenreliefs im Erdgeschoss zeigen künstlerisch hochwertig gearbeitete Szenen, darunter auch eine Darstellung Narasimhas; die Löwenmonster werden hier begleitet von Mischwesen aus Löwe, Elefant und einem Geweihtier.
Der mehrfach zurückgestufte Tempelturm (vimana) ist von zahlreichen kleinen und sowohl quadratischen wie rechteckigen Scheinpavillons mit „Schirmkuppeln“ bzw. langgestreckten Dächern umstellt; dazwischen befinden sich Scheinfenster (kudus) und andere Dekorelemente wie liegende Nandi-Bullen. Die Spitze wird gebildet von einer großen „Schirmkuppel“ mit einem Krug (kalasha) als oberem Abschluss.